# 母嬰之家醜聞

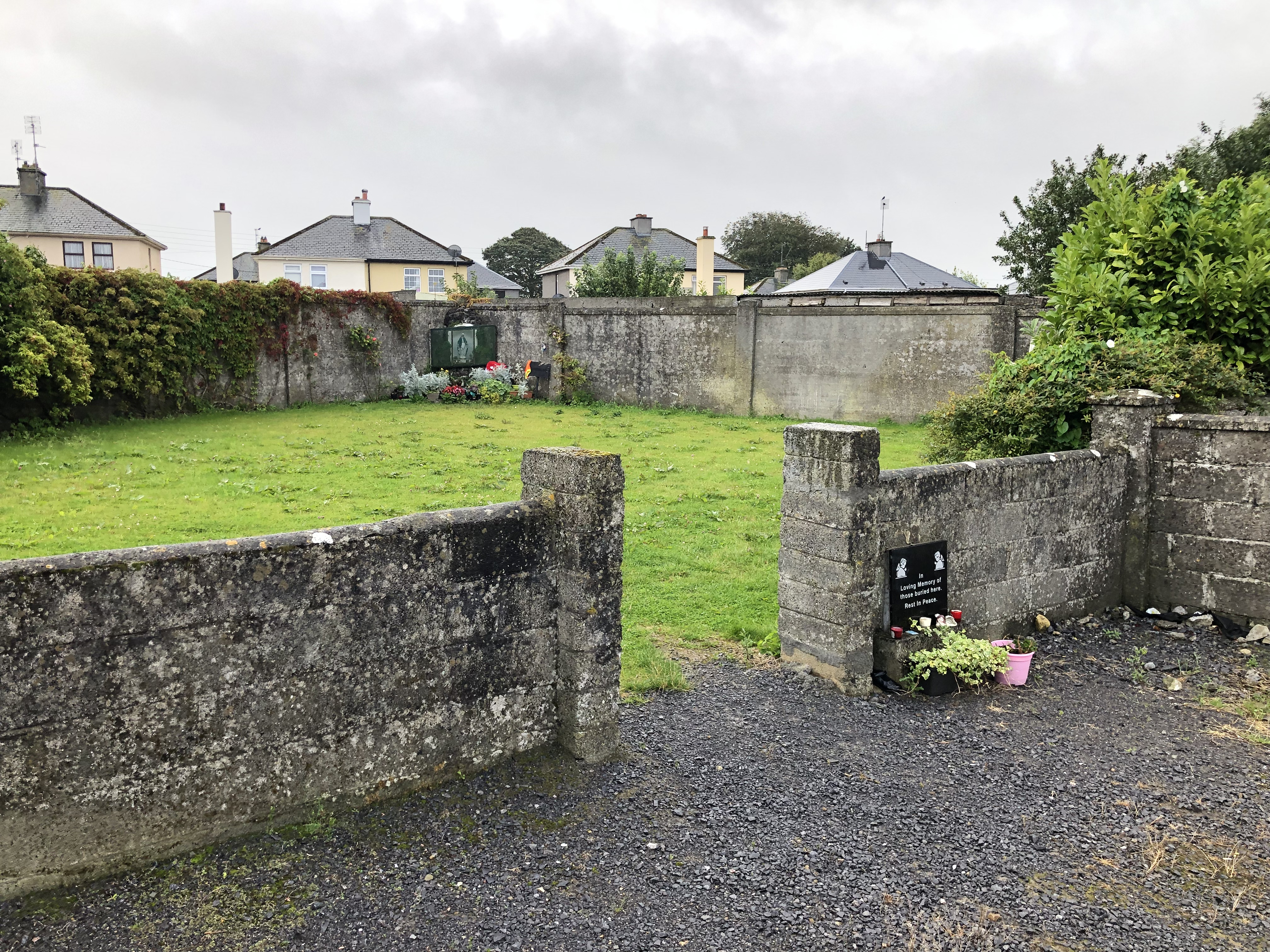
2014年當地史學家發現了一個有796名嬰兒屍體的亂葬崗，事件揭發

母嬰之家醜聞指1922年至1998年間，出生並收養於愛爾蘭母嬰之家（Mother and Baby Homes）的57,000名嬰兒有9,000名死亡（15%），比愛爾蘭同期的嬰兒死亡率高出一倍。母嬰之家是愛爾蘭天主教修女營運，專門收養未婚產子，而由於未婚產子在天主教視為「罪孽」（sin）和禁忌，孕婦被強逼入住，期間屢遭宗教侮辱，之後再被強逼與兒女分離。
事件最先因為2014年史學家在戈尔韦郡蒂厄姆發現了一個有796名嬰兒屍骨的亂葬崗，經比對建築圖則，部份屍骨的位置在當年化糞池的位置，引起輿論大嘩（註：化糞池後來在1930年代廢棄）。由愛爾蘭總理任命的法定獨立調查委員會徹查，2021年1月12日的最終報告查出共9,000嬰兒死亡，並斷定死因多是呼吸道感染和腸胃炎，報告亦查出母嬰之家疏忽、粗暴和宗教偏狹觀念的證據，但指公眾過份關注營養不良和肢體虐待的可能性。1月13日愛爾蘭總理承認國家負有責任而道歉。由於愛爾蘭法律令寄養孩子難以追尋寄養的文件記錄，倖存者和倖存者之間難以聯絡，無法集中力量追尋事件真相。

## 背景
業餘歷史學家凱瑟琳Corless進行了研究，在出生的嬰兒邦·希克斯·戴母嬰之家在她的家鄉蒂厄姆，戈爾韋。她收集了數年的數據，並於2010年、2013年和2014年在當地報紙上發表了幾篇文章。她的研究表明，796名嬰兒和兒童的屍體可能被埋葬在Tuam嬰兒之家的一個未記錄的萬人塚中。

## 對調查的批評
聯合國消除對婦女歧視委員會批評法定獨立調查委員會只被容許調查指定的18家母嬰之家分院，只能揭露冰山一角。